# Jelito
     dwunastnica
     jelito czcze i kręte
     jelito ślepe
     okrężnica wstępująca
     okrężnica poprzeczna
     okrężnica zstępująca
     okrężnica esowata
     odbytnica

Przewód pokarmowy człowieka.
Jelito cienkie:
dwunastnica
jelito czcze i kręte
Jelito grube:
jelito ślepe
okrężnica wstępująca
okrężnica poprzeczna
okrężnica zstępująca
okrężnica esowata
odbytnica

Jelito (łac. intestinum) – fragment przewodu pokarmowego kręgowców, a u bezkręgowców – fragment lub cały przewód pokarmowy. W jelicie zachodzi proces wchłaniania substancji powstałych w wyniku enzymatycznego rozkładu pokarmów. Jego budowa jest zależna od stopnia skomplikowania ogólnego planu budowy ciała organizmu. U wyżej rozwiniętych zwierząt wyróżnia się jelito przednie, środkowe i tylne, a także jelito cienkie, grube, proste, czcze i ślepe.
Jelito kręgowców jest najdłuższą częścią ich przewodu pokarmowego. Położone jest między żołądkiem a odbytem. Charakteryzuje się znaczną długością, zróżnicowaniem budowy w zależności od sposobu odżywiania zwierzęcia (np. roślinożerność, mięsożerność), a także szczególną budową tkanek je tworzących, zapewniającą zarówno sprawny przebieg samego trawienia (zobacz: perystaltyka jelit), jak i wchłaniania (zobacz: kosmki jelitowe).
U człowieka jelito dzieli się na dwie główne części: jelito cienkie i jelito grube. Jelito cienkie dzieli się na dwunastnicę, jelito czcze i jelito kręte. Jelito grube dzieli się na jelito ślepe, okrężnicę wstępującą, okrężnicę poprzeczną, okrężnicę zstępującą, okrężnicę esowatą, oraz odbytnicę zakończoną odbytem.